# S-Bahn Tirol
S-Bahn Tirol – sieć kolei aglomeracyjnej (S-Bahn) w Tyrolu, w Austrii. W chwili obecnej jest to tylko nominalnie S-Bahn, ponieważ działa tylko na liniach Österreichische Bundesbahnen.